# Sinclair ZX Spectrum
Der Sinclair ZX Spectrum 16/48k ist ein Heimcomputer, der am 23. April 1982 von dem in Großbritannien ansässigen Unternehmen Sinclair Research zum Preis von 125 £ bzw. 175 £ auf den Markt gebracht wurde. 1986 erwarb Amstrad den Markennamen und vermarktete den Rechner und die Nachfolgemodelle bis 1992.

## Hardware
Der ZX Spectrum war der Nachfolger des Sinclair ZX81. Im Gegensatz zu seinem Vorgänger arbeitete er mit dem ASCII-Zeichensatz. Als Prozessor kam erneut ein Zilog Z80 (Z80A mit 3,5 MHz) zur Anwendung. Er verfügte über 16 oder 48 KB Arbeitsspeicher und 16 KB Festwertspeicher (ROM). Die 16 KB-Versionen konnten durch Zusatz-RAM später auf 48 KB erweitert werden. Als Datenspeicher wird ein handelsüblicher Kassettenrekorder angeschlossen. Über einen Steckplatz können Hardwareerweiterungen angeschlossen werden.
Der Aufbau des Rechners war, wie bei allen Sinclair-Rechnern dieser Zeit, auf Preisgünstigkeit ausgelegt. Insbesondere ist die Anzahl der Bauteile minimiert, und es wurden möglichst billige verwendet: So kamen bei der Version mit 48-KB-Speicher defekte 64-KB-RAM-Bausteine zum Einsatz, bei denen die jeweils defekte Bank ausgeblendet wurde.
Ein spezieller („Custom-“)Chip, die ULA, kümmert sich um die Bildschirmdarstellung, die Tonausgabe und die Kassettenrecorderschnittstelle. Im Gegensatz zum ZX81 übernimmt die ULA sämtliche Aufgaben der Bilddarstellung, so dass der Prozessor damit nicht belastet wird.
Die Grafikauflösung beträgt 256 × 192 Bildpunkte (Pixel). Für die Farbdarstellung werden jeweils 8 × 8 Pixel in Blöcke zusammengefasst, so dass effektiv nur ein Farbraster von 32 × 24 Blöcken zur Verfügung steht. In jedem Block kann die Vorder- und Hintergrundfarbe aus 8 Farben ausgewählt werden. Zusätzlich können die Farben eines Blocks aufgehellt oder blinkend geschaltet werden. Die Rahmenfarbe kann separat aus 8 Farben ausgewählt werden. Als Ausgabegerät wird gewöhnlicherweise ein Fernsehgerät über den Antenneneingang angeschlossen. Am Erweiterungsanschluss liegt auch ein Basisband-Videosignal an und kann mit externer Hardware entnommen und verstärkt werden.

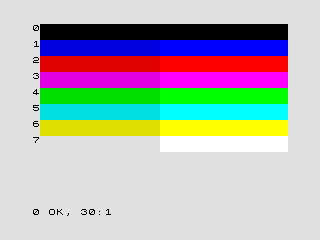
Bildschirmausdruck der Farbtabelle mit Fehlermeldung/ Statuszeile
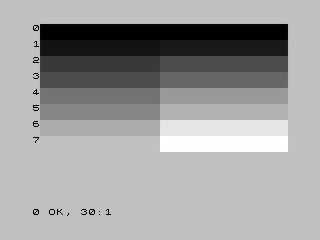
Darstellung derselben Farbtabelle auf einem Schwarzweißfernseher
Schriftbild des ZX Spectrum mit dem Lebenslauf von Sir Clive Sinclair

Über einen eingebauten Lautsprecher bietet der Spectrum eine sehr eingeschränkte Tonausgabe; der Tonkanal des Fernsehers wird nicht benutzt. Zudem ist der Lautsprecher insbesondere bei den frühesten Modellen sehr leise. Es besteht jedoch die (inoffizielle) Möglichkeit, externe Lautsprecher am Tonkanalausgang für den Kassettenrekorder anzuschließen. Die Tonausgabe blockiert den Prozessor, da der Lautsprecher lediglich vom Prozessor, der auch die Tonfrequenz erzeugen muss, ein- und ausgeschaltet werden kann. In manchen Spielen wurde dennoch durch trickreiche Programmierung zwei- oder sogar mehrstimmige Musik erzeugt, letztere jedoch mit ziemlich dürftiger Qualität. In den späteren 128-KB-Modellen wurde zusätzlich der Soundchip AY-3-8910 eingebaut, um dieses Manko zu beheben, was jedoch zu Lasten der Kompatibilität mit den früheren 16-KB- und 48-KB-Modellen ging.
Im ROM ist hauptsächlich ein BASIC-Interpreter mit integrierter Eingabeaufforderung und Betriebssystem untergebracht. Die Tastatur des ursprünglichen Spectrum besteht aus Gummitasten über einer Kontaktfolie. Im Gegensatz zu anderen Rechnern werden die BASIC-Befehle nicht Buchstabe für Buchstabe eingetippt. Dazu ist jede Taste mit bis zu sechs Zeichen und Befehlen belegt, so dass für einen BASIC-Befehl ein Tastendruck bzw. eine Tastenkombination genügt. Dadurch ist eine relativ schnelle und tippfehlerarme Programmierung möglich.
Die Gesamterscheinung ist gegenüber anderen Computern dieser Zeit klein. Das Netzteil ist als externes Gerät ausgeführt. Die Farbe des Gerätes ist schwarz, die Beschaffenheit der Tastatur erinnert an Radiergummis. Im Betrieb erwärmt sich das Gerät sehr stark, was die Lebensdauer der Kontaktmatte der Tastatur beeinträchtigt.
Zahlreiche Erweiterungen von Drittanbietern und ein großes Sortiment an Spielen machten den Spectrum zum erfolgreichsten Computer von Sinclair.

## Software
An Software waren vor allem Spiele, aber auch Textverarbeitung, Datenbanken, diverse Programmiersprachen, Assembler und Debugger erhältlich. In den zeitgenössischen Heimcomputerzeitschriften waren noch keine Datenträger beigelegt, sondern beispielsweise Spiele als BASIC-Programm (Programmausdruck) abgedruckt und konnten so von geduldigen Anwendern per Gummitastatur eingegeben werden. Genauso waren im Verhältnis dazu größere Programme über eigene Bücher durch Eintippen zugänglich. Im Vergleich zum marktbeherrschenden, etwas teureren C64 von Commodore war die Verfügbarkeit und Vielfalt der Software auf dem deutschen Markt deutlich geringer, auch deshalb, weil der ZX Spectrum im amerikanischen Markt so gut wie gar nicht präsent war, weswegen dortige Unternehmen ihre Software meist nicht dafür anboten. Für Spiele bildete Atarisoft die einzige nennenswerte Ausnahme hierzu. Auf dem britischen Markt hingegen war der ZX Spectrum lange der meistverkaufte Heimcomputer mit dem größten Angebot an Software.
In einigen Ländern des ehemaligen Ostblocks, beispielsweise in Ungarn, wurden in Fernseh- und Radiosendungen, die sich mit Computertechnik befassten, gelegentlich Programme für den Spectrum, später auch für den Commodore 16 und Commodore 64, in Form von Audiosignalen übertragen. Diese konnten mit einem Kassettenrecorder aufgezeichnet und dann in den Heimcomputer geladen werden.
Programmiert wurde hauptsächlich unter BASIC (serienmäßig im ROM), Assembler und Pascal. Mit der Verfügbarkeit von entsprechenden Peripheriegeräten kam auf den späteren Modellen auch teilweise das Betriebssystem CP/M zum Einsatz (der Original-Spectrum kann ohne Zusatzmodule kein CP/M ausführen, da dieses RAM-Speicher an der Adresse 0 voraussetzt, der Computer dort aber nur ROM hat).

## Zubehör
Bereits ein minimales System besteht aus dem Computer und mehreren Peripheriegeräten: das zugehörige externe Netzteil (9 V Gleichspannung), das auch weitere Peripheriegeräte (z. B. Interfaces und Microdrive) mit Strom versorgt, das Handbuch, das das Sinclair-eigene BASIC und die Handhabung des Gerätes ausführlich erklärt, sowie die Kassette mit Beispielprogrammen, die die Fähigkeiten des Rechners demonstrieren und deren BASIC-Quelltexte Einblick in die Programmiermöglichkeiten gewähren. Weiterhin benötigt ein funktionsfähiges System auch Geräte, die der Benutzer bereits besitzen muss. Ein handelsüblicher Fernseher mit Antenneneingang wird als Monitor benötigt. Bei Verwendung eines Schwarzweißfernsehers werden die Grautöne (zusammen mit der Helligkeitsstufe BRIGHT sind 8 Farben bei 16 Farbnuancen möglich) kontrastreich abgestuft. Ein Kassettenrekorder erlaubt das Laden der Beispielprogramme. Anders als bei einigen anderen Heimcomputern wurden keine speziellen Computer-Kassettenrecorder („Datasetten“) für den ZX Spectrum angeboten. Stattdessen wurde ein ganz gewöhnlicher Recorder für Kompaktkassetten verwendet, der nur Mikrofon- und Kopfhörer-Anschlussbuchsen haben musste, in die das mitgelieferte Anschlusskabel eingesteckt werden konnte. Das rechtzeitige Starten und Stoppen des Bandes war Aufgabe des Benutzers.
Obwohl damals meist noch nicht zwischen internen und externen Peripheriegeräten unterschieden wurde, sind bereits in diesem Gerät interne Zubehörteile verbaut, so z. B. der HF-Wandler, der aus den Videosignalen das Fernsehbild erzeugt, oder das auf der Hauptplatine aufgebrachte Interface für den Anschluss des Kassettenrekorders.

### Massenspeichergerät Microdrive
Ab 1983 bot der Hersteller Bandlaufwerke mit der Bezeichnung ZX Microdrive an. Diese werden über ein handelsübliches Flachbandkabel mit dem Controller ZX Interface 1 verbunden, letzteres wird fest am Computer zu einer Einheit verschraubt. In den Steckmodulen läuft ein Endlosband, welches an einem Tonkopf vorbeigeführt wird und etwa 85 Kilobyte nutzbare Speicherkapazität bietet. Ein vollständiger Durchlauf des Bandes dauert 7,5 Sekunden. Diese Microdrives werden ebenfalls im Sinclair QL verwendet, dort können allerdings ca. 110 KB Speicher genutzt werden. Dieses Speichermedium ist nicht mit den Microdrives von IBM zu verwechseln.

### ZX Interface 1

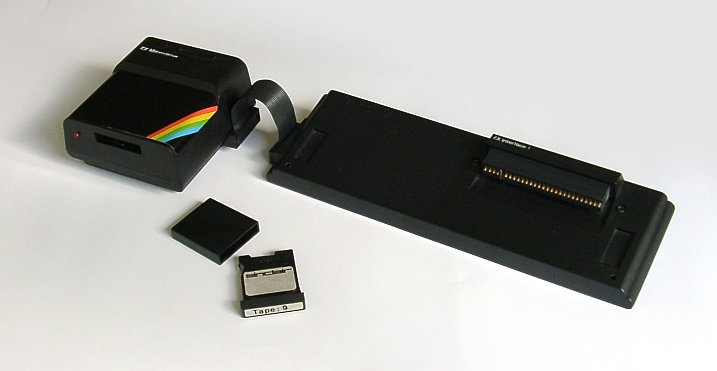
Das ZX Interface 1 mit dem ZX Microdrive verbunden

Das ZX Interface 1 wurde erstmals im Jahre 1983 veröffentlicht. Ursprünglich war es als Local-Area-Network-Interface für den Gebrauch in Schulen gedacht. Das Gerät wurde jedoch vor der Veröffentlichung überarbeitet und dann als Controller für bis zu acht ZX-Microdrive-Laufwerke benutzt. Weiterhin bot das Gerät eine RS-232-Schnittstelle, hauptsächlich, um daran Drucker anzuschließen. Das Interface 1 enthielt ein 8-KB-ROM. Da der Spectrum den gesamten Adressraum bereits voll belegt hatte, wurde das ROM des Interface 1 mittels Bank Switching in den Adressraum des 16-KB-ROMs eingeblendet.
Das Interface ist so ausgeführt, dass es sich mit dem Computer zu einer Einheit fest verschrauben lässt. Dazu wurden zwei Schrauben aus dem Grundgerät herausgedreht und das Interface nach dem Anstecken an der Hauptplatine am hinteren Teil des Computers fest mit diesem verschraubt, ohne ihn jedoch zuvor öffnen zu müssen. Das Grundgerät steht dadurch leicht schräg, ähnlich einer ergonomisch nach vorn gekippten Tastatur.
Das Gerät bietet einen Netzwerkanschluss, mit dem man bis zu 64 Einzelgeräte per Netzwerkleitung zusammenschließen kann. Dieses Netzwerk wurde ZX Net genannt und hatte eine Datenrate von bis zu 100 kbit/s.
Interface 1 und Microdrive wurden als Paket verkauft. Mit enthalten war Software, darunter einige Spiele und das Textverarbeitungsprogramm Tasword II, bei welchem zur besseren Anpassung an die Hardware des Benutzers Drucker- und Dateifunktionen in BASIC-Routinen ausgeführt waren. Es enthielt einen eigenen Zeichensatz, der jedes Standardzeichen in zwei schmale Zeichen mit lediglich 7×3 Bildpunkten (Standardzeichen ohne Unterlängen) teilte und war damit das einzige Textverarbeitungsprogramm, das die begrenzten Möglichkeiten des Spectrum für normale Büroarbeit nutzbar machte.

### ZX Interface 2

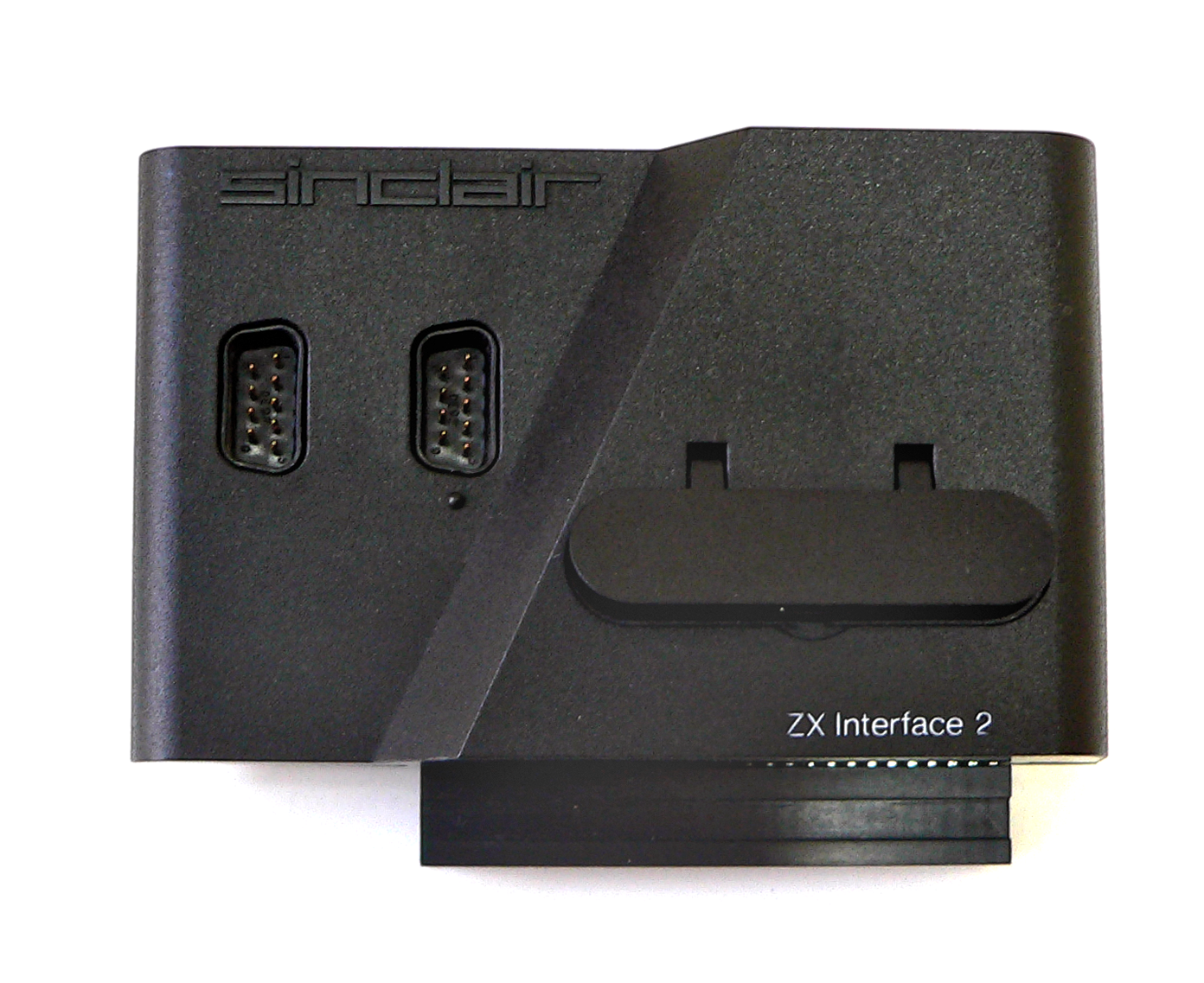
ZX Interface 2

Das ZX Interface 2 ist ein Peripheriegerät, das im September 1983 erstmals verkauft wurde. Es war ausgerüstet mit zwei Joystick-Ports und einem ROM-Steckmodulschacht, der für Spiel-Module vorgesehen war. Die Joystick-Anschlüsse waren zwar die gleichen, vom Atari 2600 übernommenen 9-poligen D-Sub-Buchsen wie bei fast allen anderen damaligen Computer- und Konsolensystemen, aber ihre Ansteuerung über Software war nicht kompatibel mit der weit verbreiteten Kempston-Schnittstelle, wodurch die meisten Spiele, die vor dem Interface veröffentlicht worden waren, nicht funktionierten.
Die Anzahl der veröffentlichten Spiel-Steckmodule war begrenzt: Die Herstellung war fast doppelt so teuer wie der Verkauf auf Kompaktkassetten, und der Speicherplatz auf den Modulen war auf 16 KB beschränkt, wohl um mit dem Spectrum mit dem kleineren 16-KB-RAM-Speicher kompatibel zu sein.
Zehn Spiele wurden veröffentlicht:
1. JetPac
2. PSSST
3. Cookie
4. Tranz Am
5. Chess
6. Backgammon
7. Hungry Horace
8. Horace and the Spiders
9. Planetoids
10. Space Raiders

### Drucker und weiteres Zubehör
Am Spectrum können alle für den Sinclair ZX81 geeigneten Drucker angeschlossen werden. Der preiswerte – allerdings nicht zur professionellen Textverarbeitung gedachte – Drucker aus dem Hause Sinclair druckte auf ein mit Aluminium beschichtetes Papier mit der Auflösung des Bildschirms (256 Punkte pro Zeile). Das Papier ist etwas breiter als der Ausdruck eines heutigen Kassenbons, was ein sehr kompaktes Gerät – ungefähr so groß wie eine Faust – ermöglichte (zu diesem und kompatiblen Modellen siehe Beschreibung: Drucker für den ZX81).
Neben diesen Geräten gab es eine Vielzahl von Erweiterungen, wie Joystick-Schnittstellen (z. B. ZX Interface 2 oder Kempston), das Multiface 1/128 oder auch verschiedene Systeme zum Anschluss von Diskettenlaufwerken (z. B. Beta Disk Interface) für den Sinclair ZX Spectrum. Auch gibt es Bastellösungen für den Anschluss von Festplatten.

## Nachfolgemodelle

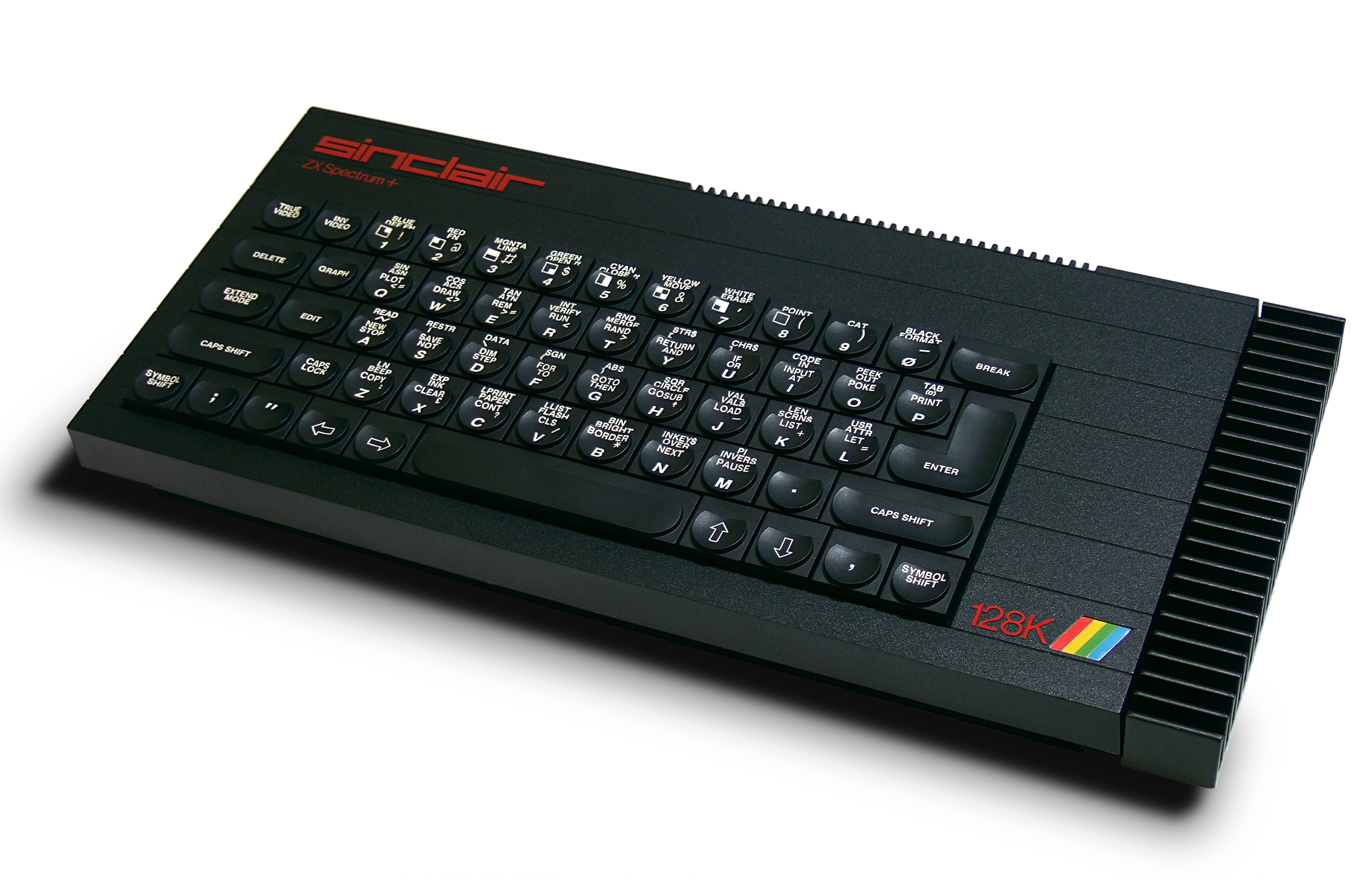
ZX Spectrum 128K

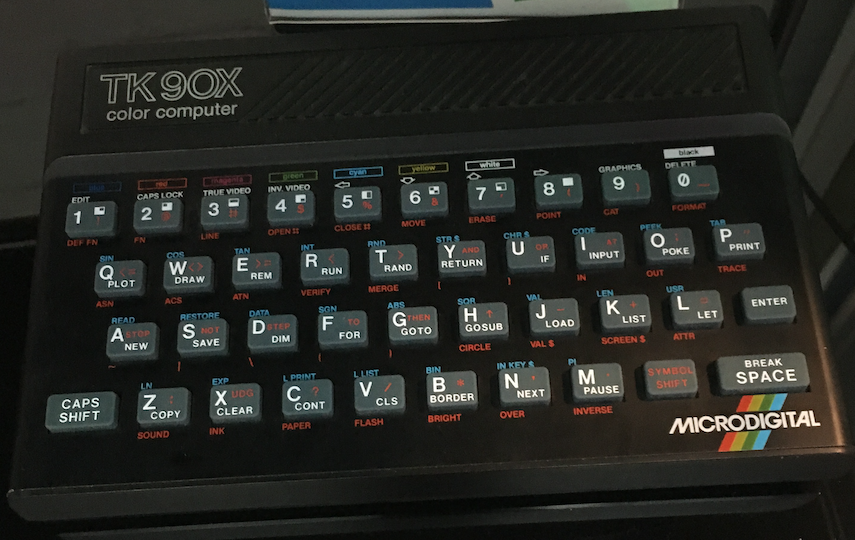
MICRODIGITAL TK90X Color Computer: Brasilianischer Klon des Sinclair Spectrum

Sinclair selbst brachte zunächst den ZX Spectrum Plus heraus, dessen Elektronik identisch mit der des 48-KB-Modells ist. Im Unterschied zu diesem ist der Spectrum Plus in ein größeres Kunststoffgehäuse eingebaut und bietet eine Tastatur mit harten Tastenkappen. Zusätzlich befindet sich an der Seite ein Reset-Taster. Die zusätzlichen Tastenkappen betätigen durch eine durchdachte Folientastatur unter den Kappen elektrisch mehrere einzelne Tasten, wodurch einige häufig verwendete Tastenkombinationen des Vorgängermodells jetzt durch Einzeltasten erreichbar sind. Form und Größe des Gehäuses sind so gewählt, dass Original-Zubehör auch am ZX Spectrum Plus angeschlossen werden kann.
Als nächstes Modell von Sinclair erschien der ZX Spectrum 128K. Dieser Computer sieht dem ZX Spectrum Plus ähnlich, bietet aber 128 KB Speicher und einen Dreikanal-Soundchip (was die Programmkompatibilität trotz Kompatibilitätsmodus beeinträchtigt). Zusätzlich hat er noch eine MIDI-Schnittstelle. Er kann in einen Kompatibilitätsmodus umgeschaltet werden, so dass fast alle Hard- und Software der vorherigen Modellversionen verwendet werden kann.
Danach erschien noch das auf Basis eines Motorola 68008 und Intel 8049 aufgebaute Computersystem Sinclair QL (Abkürzung für Quantum Leap, deutsch Quantensprung) mit 128 KB Arbeitsspeicher. Zwei Microdrives sind als Massenspeicher bereits in das Gehäuse integriert. Im Grafikmodus können mit dem QL maximal 512×256 Pixel dargestellt werden, im Textmodus 85×25 Zeichen. Er verfügt außerdem über eingebaute Netzwerk- und Multitaskingfähigkeiten. Der Sinclair QL wurde früh angekündigt, was dazu führte, dass die Wartezeit für potentielle Kunden sehr lang ausfiel. Obwohl das Preis-Leistungs-Verhältnis sehr gut war, konnte sich der QL nicht gegen die Konkurrenz in diesem Marktsegment wie etwa die Apple-Macintosh-Serie durchsetzen, da bei diesen Konkurrenzgeräten die angebotene Software deutlich fortschrittlicher war als beim QL.
Ein von Sinclair angekündigter „Super Spectrum“, der Spectrum LOKI heißen sollte, als Commodore-Amiga-Konkurrenz gedacht war und mit zwei Z80H-Prozessoren laufen sollte, kam nie über das frühe Prototypstadium hinaus. Das Projekt wurde nach dem Verkauf von Sinclair an Amstrad eingestellt.
Zahlreiche Klone wurden weltweit gebaut, u. a. von Timex in den USA, aber auch (ohne Lizenz) von Universitäten in der DDR wie z. B. den GDC1, HCX, KuB 64K oder Spectral und andernorts.

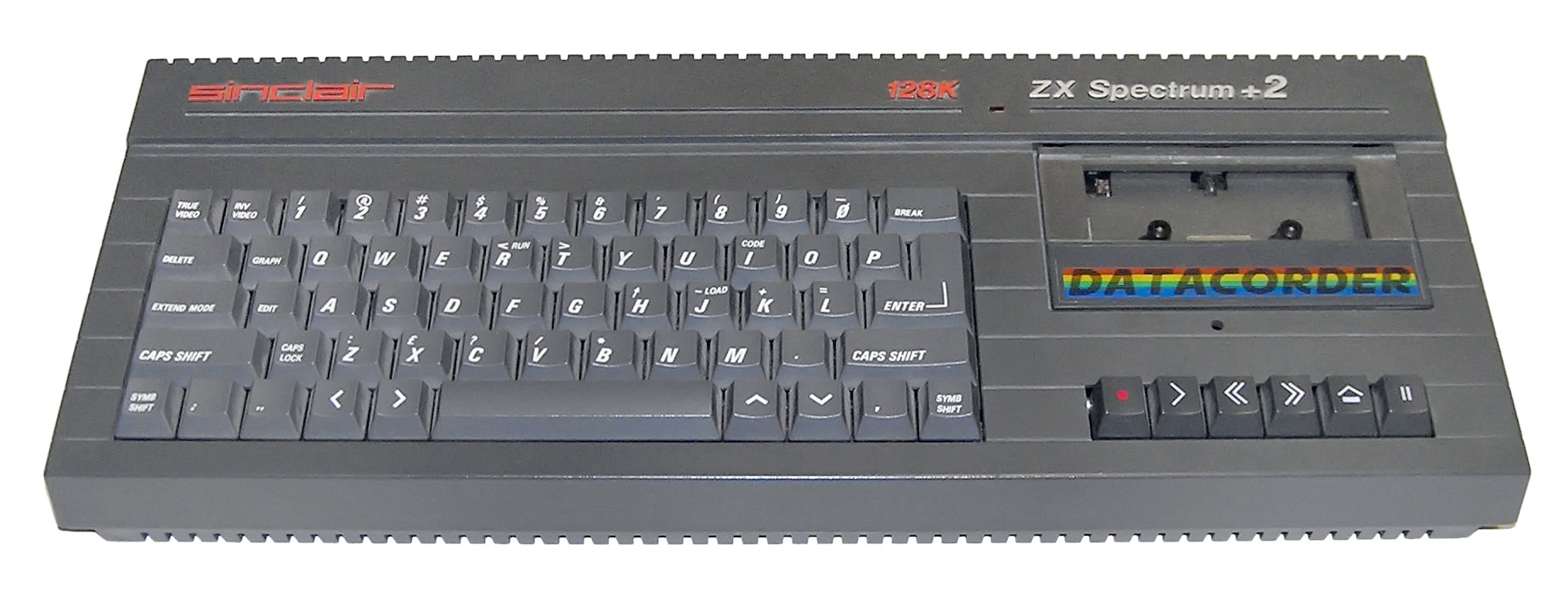
ZX Spectrum +2 mit integriertem Kassettenlaufwerk

Nachdem der Hersteller Sinclair Research für 5 Millionen britische Pfund an Amstrad verkauft worden war, kamen unter deren Leitung noch die Modelle Spectrum +2/+2A (mit integriertem Kassettenrekorder) und +3 (mit integriertem 3-Zoll-Diskettenlaufwerk) auf den Markt, die wie das 128K-Modell jeweils über 128 KB Speicher, eine MIDI-Schnittstelle und einen Dreikanal-Soundchip verfügen; letzterer wurde auch im Schneider bzw. Amstrad-CPC-Computer eingesetzt. Diese Modelle kennen zwei Betriebsarten, erweitert und (wegen der abweichenden Sound-Hardware nur bedingt) kompatibel mit dem Originalrechner.
2017 kündigte Henrique Olifiers eine Kickstarter-Kampagne an, um einen offiziellen und von Sinclair genehmigten Nachfolger zu finanzieren, den ZX Spectrum Next. 3.113 Backer trugen 723.390 Pfund zusammen und schalteten dabei mehrere Perks frei. Während die Hauptplatinen bereits nach wenigen Monaten ausgeliefert wurden, verzögerte sich die Auslieferung der vollständigen Geräte mit dem von Rick Dickson entworfenem Tastaturgehäuse bis 2020. Das Gerät basiert auf einem in FPGA nachgebildetem Z80-Prozessor mit bis zu 28 MHz, DMA, Copper, drei AY-3-8910-Soundchips. Es kann 256 Farben aus einer Palette von 512 darstellen bei einer Auflösung von 256×192 Pixeln. Ein kostenloses Firmware-Update schaltete einen erweiterten Modus mit 320×256 Pixeln frei, 16 Farben aus 512 bei 512×192 Hires-Modus sowie erweiterte Spectrum- und Timex-Grafikmodi. Hardware-Scrolling und Hardware-Sprites werden ebenso unterstützt. 1024 KB RAM können auf 2048 KB erweitert werden. Als Massenspeicher wird eine SD-Karte genutzt. Ein Raspberry Pi Zero dient als Beschleuniger, mit dem der Spectrum Next z. B. MP3 wiedergeben kann.
2024 (November) erschien eine optisch an den ZX Spectrum angelehnte Neuauflage der Firma Retro Games Ltd. namens The Spectrum. Das Gerät basiert auf einem Allwinner ARM-Chip und emuliert den Spectrum in Software. Es ist möglich in einem Spieleauswahlmenu oder in einem sogenannten Classic Mode im BASIC-Interpreter zu starten. Erweiterungen und weitere Software sind über USB Ports hinzufügbar.

## Erfolg

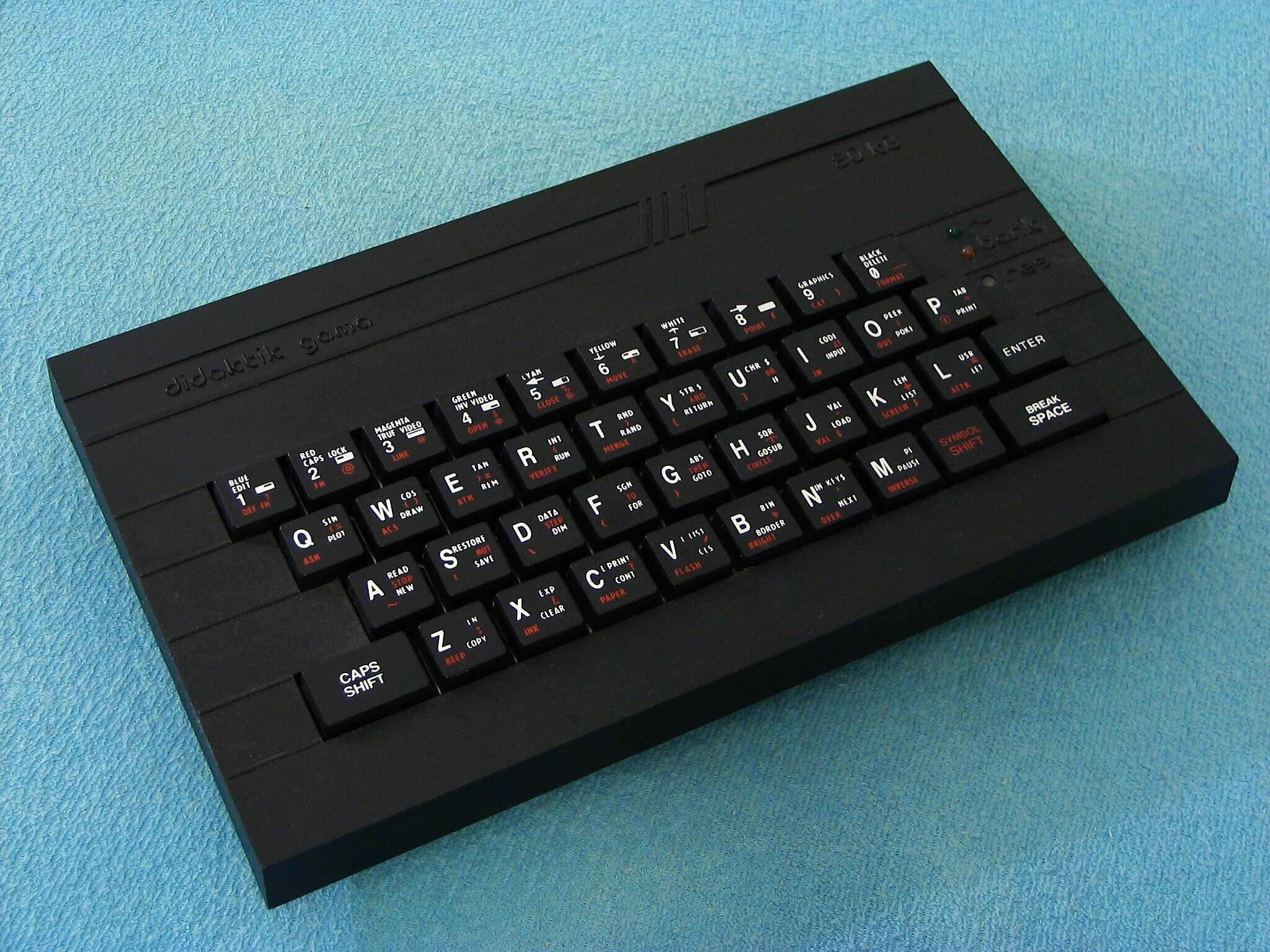
Nachbau des ZX Spectrum aus der Tschechoslowakei

In der Bundesrepublik Deutschland war der Sinclair ZX Spectrum bis zum Erscheinen des Schneider/Amstrad CPC nach dem C64 der zweitmeistverkaufte Computer. Sein Preis betrug 1983 ca. 400,- DM für das 16-KB-Modell und 530,- DM für 48 KB. Der Computer erlangte seine größten Erfolge in Großbritannien selbst, wo der Computer erheblich früher als der Commodore 64 am Markt erschien. Auch in der DDR und im gesamten Ostblock hatte er einige Erfolge, hauptsächlich wegen der Kompatibilität zum dort verbreiteten U880-Mikroprozessor und einer Vielzahl unlizenzierter Nachbaumodelle.
Weltweit wurden über 5 Millionen Exemplare des ZX-Spectrum verkauft – es gab insgesamt acht Modellvarianten. In Spanien war er z. B. lange Zeit ausgesprochen beliebt; das Modell mit 128 KB Speicher wurde sogar zuerst in Spanien auf den Markt gebracht. Es gab viele Nachbauten. Insbesondere das Grundmodell war relativ leicht nachzubauen, weil es außer der ULA keine speziellen Chips enthielt. Wegen der Vielzahl der Modelle ist es kaum möglich, eine annähernd genaue Anzahl der weltweit gebauten kompatiblen Computer zu ermitteln.

## Trivia
Der Advanced Lawnmower Simulator war 1990 ein Simulationsspiel für den ZX Spectrum; es handelte sich um einen Aprilscherz eines Spielemagazins.

## Emulatoren
Für andere Computersysteme existieren eine Vielzahl von Emulatoren, die die Funktion des ZX Spectrum nachbilden. Fortgeschrittene Emulatoren können mehrere Geräte mit hoher Präzision simulieren, einschließlich des Soundchips, der exakten Geschwindigkeit des Originalmodells und undokumentierter Befehle der Z80-CPU. Einige Emulatoren (selbst für den C64) erlauben es sogar, die originalen Kassettenaufnahmen per Toneingang oder -Datei in den Emulator zu laden.